# Jortveit
Jortveit är en  tätort i Grimstads kommun i Agder fylke i södra Norge. Orten är belägen cirka 14 kilometer sydväst om centralorten Grimstad.